# 2016 en animation asiatique
Voir aussi: 2016 au cinéma - 2016 à la télévision
2015 en animation asiatique - 2016 en animation asiatique - 2017 en animation asiatique

## Principales diffusions en France

### Films
- 13 janvier : Le Garçon et la Bête (cinéma)
- 28 décembre : Your Name.

### Séries télévisées
- 4 janvier : Accel World
- 7 mars : Sword Art Online II
- 18 novembre : 20ème saison du sixième cycle Pokémon Soleil et Lune

## Diffusions au Japon
| Saison            | Début diffusion                                       | Titre           | Format                                           | Studio d'animation | Chaîne de diffusion |
| H I V E R         |                                                       |                 |                                                  |                    |                     |
| 23 décembre       | Strike the Blood                                      | OAV             | Silver Link                                      | Blu-ray            |                     |
| 24 décembre       | Aria the Avvenire                                     | OAV             | TYO Animations                                   | Blu-ray            |                     |
| 24 décembre       | Kuroko's Basket                                       | OAV             | Production I.G                                   | Blu-ray            |                     |
| 25 décembre       | Mobile Suit Gundam Thunderbolt                        | OAV             | Sunrise                                          | Blu-ray            |                     |
| 25 décembre       | Tokyo Ghoul: Pinto                                    | OAV             | Pierrot                                          | Blu-ray            |                     |
| 26 décembre       | Working!!! Lord of the Takanashi                      | Série télévisée | Madhouse                                         | AT-X               |                     |
| 5 janvier         | Prince of Stride Alternative                          | Série télévisée | A-1 Pictures                                     | Tokyo MX           |                     |
| 6 janvier         | HaruChika                                             | Série télévisée | P.A.Works                                        | Tokyo MX           |                     |
| 6 janvier         | Myriad Colors Phantom World                           | Série télévisée | Kyoto Animation                                  | ABC Asahi          |                     |
| 7 janvier         | Active Raid                                           | Série télévisée | Production IMS                                   | Tokyo MX           |                     |
| 7 janvier         | Assassination Classroom (saison 2)                    | Série télévisée | Lerche                                           | Fuji TV            |                     |
| 7 janvier         | Dagashi Kashi                                         | Série télévisée | feel.                                            | TBS                |                     |
| 7 janvier         | Erased                                                | Série télévisée | A-1 Pictures                                     | Fuji TV            |                     |
| 7 janvier         | Norn9 : Norn + Nonet                                  | Série télévisée | Kinema Citrus Orange                             | Tokyo MX           |                     |
| 7 janvier         | Ojisan to Marshmallow                                 | Série télévisée | Creators in Pack                                 | Teletama           |                     |
| 7 janvier         | Phantasy Star Online 2: The Animation                 | Série télévisée | Telecom Animation Film                           | TBS                |                     |
| 7 janvier         | Shōjo-tachi wa kōya wo mezasu                         | Série télévisée | Project No.9                                     | Tokyo MX           |                     |
| 8 janvier         | Divine Gate                                           | Série télévisée | Pierrot                                          | Tokyo MX           |                     |
| 8 janvier         | Gate: jieitai kanochi nite, kaku tatakaeri (saison 2) | Série télévisée | A-1 Pictures                                     | Tokyo MX           |                     |
| 8 janvier         | Kōkaku no Pandora                                     | Série télévisée | Gokumi                                           | Tokyo MX           |                     |
| 8 janvier         | Oshiete! Galko-chan                                   | Série télévisée | feel.                                            | Tokyo MX           |                     |
| 8 janvier         | Reikenzan: Hoshikuzu-tachi no Utage                   | Série télévisée | Studio Deen                                      | AT-X               |                     |
| 8 janvier         | Sekko Boys                                            | Série télévisée | Liden Films                                      | Tokyo MX           |                     |
| 8 janvier         | Shōwa Genroku rakugo shinjū                           | Série télévisée | Studio Deen                                      | MBS                |                     |
| 9 janvier         | Bubuki Buranki                                        | Série télévisée | Sanzigen                                         | Tokyo MX           |                     |
| 9 janvier         | Fairy Tail Zero                                       | Série télévisée | A-1 Pictures et Bridge                           | TV Tokyo           |                     |
| 9 janvier         | Luck & Logic                                          | Série télévisée | Doga Kobo                                        | Tokyo MX           |                     |
| 9 janvier         | Durarara!!x2 Ketsu                                    | Série télévisée | Studio Shuka                                     | Tokyo MX           |                     |
| 10 janvier        | Dimension W                                           | Série télévisée | Studio 3Hz Orange                                | Tokyo MX           |                     |
| 10 janvier        | Hai to gensō no Grimgar                               | Série télévisée | A-1 Pictures                                     | Tokyo MX           |                     |
| 10 janvier        | Nijiiro Days                                          | Série télévisée | Production Reed                                  | Tokyo MX           |                     |
| 10 janvier        | Nurse Witch Komugi-chan R                             | Série télévisée | Tatsunoko Production                             | NTV                |                     |
| 10 janvier        | Ooya-san wa shishunki                                 | Série télévisée | Seven Arcs Pictures                              | Tokyo MX           |                     |
| 10 janvier        | Schwarzesmarken                                       | Série télévisée | ixtl et Liden Films                              | TV Tokyo           |                     |
| 11 janvier        | Ao no kanata no Four Rhythm                           | Série télévisée | Gonzo                                            | TV Tokyo           |                     |
| 11 janvier        | Mahō shōjo nante mō ii desu kara                      | Série télévisée | Pine Jam                                         | Tokyo MX           |                     |
| 11 janvier        | Shirayuki aux cheveux rouges (saison 2)               | Série télévisée | Bones                                            | Tokyo MX           |                     |
| 11 janvier        | Teekyu (saison 7)                                     | Série télévisée | Mappa                                            | Tokyo MX           |                     |
| 11 janvier        | Undefeated Bahamut Chronicle                          | Série télévisée | Lerche                                           | AT-X               |                     |
| 13 janvier        | Kono subarashii sekai ni shukufuku wo!                | Série télévisée | Studio Deen                                      | Tokyo MX           |                     |
| 15 janvier        | Ajin                                                  | Série télévisée | Polygon Pictures                                 | MBS                |                     |
| 16 janvier        | Garakowa: Restore the World                           | Film            | Polygon Pictures                                 | MBS                |                     |
| 6 février         | Code Geass: Akito the Exiled 5                        | OAV             | Sunrise                                          | Cinéma             |                     |
| 7 février         | Maho Girls PreCure!                                   | Série télévisée | Toei Animation                                   | ABC Asahi          |                     |
| P R I N T E M P S |                                                       |                 |                                                  |                    |                     |
| 1er avril         | JoJo's Bizarre Adventure: Diamond is Unbreakable      | Série télévisée | David Production                                 | Fuji TV            |                     |
| 1er avril         | Uchuu Patrol Luluco                                   | Série télévisée | Trigger                                          | Tokyo MX           |                     |
| 1er avril         | Ushio & Tora - Saison 2                               | Série télévisée | Mappa                                            | Tokyo MX           |                     |
| 1er avril         | Terra Formars: Revenge                                | Série télévisée | Liden Films TYO Animations                       | Tokyo MX           |                     |
| 2 avril           | Future Card Buddyfight DDD                            | Série télévisée | OLM Xebec                                        | TV Aichi           |                     |
| 2 avril           | Phoenix Wright: Ace Attorney                          | Série télévisée | A-1 Pictures                                     | YTV                |                     |
| 2 avril           | The Asterisk War - Saison 2                           | Série télévisée | A-1 Pictures                                     | Tokyo MX           |                     |
| 2 avril           | Endride                                               | Série télévisée | Brains Base                                      | Nihon TV           |                     |
| 3 avril           | Duel Masters Versus Revolution Final                  | Série télévisée | Ascension Shogakukan Music Digital Entertainment | TV Tokyo           |                     |
| 3 avril           | My Hero Academia                                      | Série télévisée | Kinema Citrus Orange                             | MBS/TBS            |                     |
| 3 avril           | Pan de Peace!                                         | Série télévisée | Asahi Production                                 | Animax             |                     |
| 3 avril           | Macross Delta                                         | Série télévisée | Satelight                                        | Tokyo MX           |                     |
| 3 avril           | Concrete Revolutio: The Last Song                     | Série télévisée | Bones                                            | Tokyo MX           |                     |
| 3 avril           | Kumamiko: Girl Meets Bear                             | Série télévisée | Kinema Citrus EMT Squared                        | AT-X               |                     |
| 3 avril           | Re:Zero kara Hajimeru Isekai Seikatsu                 | Série télévisée | White Fox                                        | TV Tokyo           |                     |
| 4 avril           | Beyblade Burst                                        | Série télévisée | OLM                                              | TV Tokyo           |                     |
| 4 avril           | Kaitô Joker - Saison 3                                | Série télévisée | Shin-Ei Animation                                | Tokyo MX           |                     |
| 4 avril           | 12-Sai: Chicchana Mune no Tokimeki                    | Série télévisée | OLM                                              | Tokyo MX           |                     |
| 4 avril           | Sailor Moon Crystal                                   | Série télévisée | Toei Animation                                   | Nico Nico Douga    |                     |
| 4 avril           | Bakuon!!                                              | Série télévisée | TMS Entertainment                                | Tokyo MX           |                     |
| 4 avril           | Seisen Cerberus Ryukoku no Fatalite                   | Série télévisée | Bridge                                           | TV Tokyo           |                     |
| 4 avril           | Hundred                                               | Série télévisée | Production IMS                                   | TV Tokyo           |                     |
| 5 avril           | Joker Game                                            | Série télévisée | Production IG                                    | AT-X               |                     |
| 6 avril           | Battle Spirits: Double Drive                          | Série télévisée | Sunrise                                          | TV Tokyo           |                     |
| 6 avril           | Twin Star Exorcists                                   | Série télévisée | Pierrot                                          | TV Tokyo           |                     |
| 6 avril           | Onigiri                                               | Série télévisée | Pierrot Plus                                     | Tokyo MX           |                     |
| 6 avril           | Bungo Stray Dogs                                      | Série télévisée | Bones                                            | Tokyo MX           |                     |
| 7 avril           | Aikatsu Stars!                                        | Série télévisée | BNP                                              | Tokyo MX           |                     |
| 7 avril           | Anne Happy                                            | Série télévisée | Silver Link                                      | AT-X               |                     |
| 7 avril           | Kuromukuro                                            | Série télévisée | P.A. Works                                       | Tokyo MX           |                     |
| 7 avril           | Netoge no Yome wa Onna no Ko ja nai to Omotta?        | Série télévisée | Project No.9                                     | Tokyo MX           |                     |
| 7 avril           | Kabaneri of the Iron Fortress                         | Série télévisée | Wit Studio                                       | Fuji TV            |                     |
| 7 avril           | Shōnen Maid                                           | Série télévisée | 8-Bit                                            | TBS                |                     |
| 7 avril           | Sakamoto, pour vous servir !                          | Série télévisée | Studio Deen                                      | TBS                |                     |
| 8 avril           | Mayoiga                                               | Série télévisée | Diomedéa                                         | MBS                |                     |
| 9 avril           | Rinne - Saison 2                                      | Série télévisée | Brains Base                                      | NHK                |                     |
| 9 avril           | Tanaka-kun wa Itsumo Kedaruge                         | Série télévisée | Silver Link                                      | Tokyo MX           |                     |
| 9 avril           | Kiznaiver                                             | Série télévisée | Trigger                                          | Tokyo MX           |                     |
| 9 avril           | Hai-Furi                                              | Série télévisée | Production IMS                                   | BS11               |                     |
| 9 avril           | Flying Witch                                          | Série télévisée | J. C. Staff                                      | Nihon TV           |                     |
| 10 avril          | Sansha Sanyou                                         | Série télévisée | Doga Kobo                                        | Tokyo MX           |                     |
| 11 avril          | Usakame                                               | Série télévisée | Millepensee                                      | Tokyo MX           |                     |
| 11 avril          | Wagamama High Spec                                    | Série télévisée | AXsiZ                                            | Tokyo MX           |                     |
| 15 avril          | Big Order                                             | Série télévisée | Asread                                           | Tokyo MX           |                     |
| 15 avril          | Sinbad no Bōken                                       | Série télévisée | Lay-duce                                         | MBS                |                     |
| 15 avril          | Seitokai Yakuindomo                                   | OAD             | GoHands                                          | DVD                |                     |
| 16 avril          | Kamiwaza Wanda                                        | Série télévisée | TMS Entertainment                                | TBS                |                     |
| 17 avril          | Cardfight!! Vanguard G: Stride Gate-hen               | Série télévisée | TMS Entertainment                                | TV Tokyo           |                     |
| 20 avril          | Kamisama Hajimemashita                                | OAD             | TMS Entertainment                                | DVD                |                     |
| E T E             |                                                       |                 |                                                  |                    |                     |
| 28 juin           | Fukigen na Mononokean                                 | Série télévisée | Pierrot Plus                                     | Tokyo MX           |                     |
| 1er juillet       | Berserk                                               | Série télévisée | Gemba Millepensee                                | MBS                |                     |
| 1er juillet       | ReLIFE                                                | Série télévisée | TMS Entertainment                                | Tokyo MX           |                     |
| 2 juillet         | Days                                                  | Série télévisée | Mappa                                            | MBS                |                     |
| 2 juillet         | Food Wars: Shokugeki no Soma - Saison 2               | Série télévisée | J. C. Staff                                      | Tokyo MX           |                     |
| 2 juillet         | Love Live! Sunshine                                   | Série télévisée | Sunrise                                          | Tokyo MX           |                     |
| 2 juillet         | Hatsukoi Monster                                      | Série télévisée | Studio Deen                                      | AT-X               |                     |
| 2 juillet         | Rewrite                                               | Série télévisée | 8-Bit                                            | Tokyo MX           |                     |
| 2 juillet         | B-Project                                             | Série télévisée | A-1 Pictures                                     | Tokyo MX           |                     |
| 3 juillet         | The Heroic Legend of Arslan - Saison 2                | Série télévisée | Liden Films Sanzigen                             | MBS                |                     |
| 3 juillet         | Orange                                                | Série télévisée | TMS Entertainment Telecom Animation Film         | Tokyo MX           |                     |
| 3 juillet         | Tales of Zestiria the X                               | Série télévisée | Ufotable                                         | Tokyo MX           |                     |
| 4 juillet         | Amaama to Inazuma                                     | Série télévisée | TMS Entertainment                                | Tokyo MX           |                     |
| 4 juillet         | D.Gray-man Hallow                                     | Série télévisée | TMS Entertainment                                | TV Tokyo           |                     |
| 4 juillet         | New Game!                                             | Série télévisée | Doga Kobo                                        | AT-X               |                     |
| 4 juillet         | Taboo Tattoo                                          | Série télévisée | J. C. Staff                                      | TV Tokyo           |                     |
| 4 juillet         | Saiki Kusuo no Psi-nan                                | Série télévisée | Egg Firm J. C. Staff                             | TV Tokyo           |                     |
| 4 juillet         | Puzzle & Dragons X                                    | Série télévisée | Pierrot                                          | TV Tokyo           |                     |
| 5 juillet         | Cheer Boys                                            | Série télévisée | Brains Base                                      | Tokyo MX           |                     |
| 5 juillet         | Fudanshi Koukou Seikatsu                              | Série télévisée | EMT Squared                                      | AT-X               |                     |
| 5 juillet         | Masou Gakuen HxH                                      | Série télévisée | Production IMS                                   | AT-X               |                     |
| 5 juillet         | Scared Rider Xechs                                    | Série télévisée | Satelight                                        | TV Tokyo           |                     |
| 5 juillet         | Servamp                                               | Série télévisée | Brains Base                                      | AT-X               |                     |
| 5 juillet         | Show By Rock!! Short!!                                | Série télévisée | Bones                                            | Tokyo MX           |                     |
| 6 juillet         | Fate/kaleid liner Prisma Illya 3rei                   | Série télévisée | Silver Link                                      | AT-X               |                     |
| 6 juillet         | Ozmafia!!                                             | Série télévisée | Creators in Pack                                 | Tokyo MX           |                     |
| 6 juillet         | Tsukiuta The Animation                                | Série télévisée | Pierrot                                          | Tokyo MX           |                     |
| 7 juillet         | Cute High Earth Defense Club Love! - Saison 2         | Série télévisée | Diomédea                                         | TV Tokyo           |                     |
| 7 juillet         | Kono Bijutsubu ni wa Mondai ga Aru!                   | Série télévisée | Feel.                                            | TBS                |                     |
| 7 juillet         | Handa-kun                                             | Série télévisée | Diomédea                                         | TBS                |                     |
| 7 juillet         | Regalia: The Three Sacred Stars                       | Série télévisée | Actas                                            | AT-X               |                     |
| 7 juillet         | Planetarian                                           | Série télévisée | David Production                                 | Nico Nico Douga    |                     |
| 8 juillet         | 91 Days                                               | Série télévisée | Shuka                                            | MBS                |                     |
| 8 juillet         | Amanchu!                                              | Série télévisée | J. C. Staff                                      | Tokyo MX           |                     |
| 8 juillet         | Alderamin on the Sky                                  | Série télévisée | Madhouse                                         | Tokyo MX           |                     |
| 8 juillet         | Handa-kun                                             | Série télévisée | Diomedéa                                         | TBS                |                     |
| 9 juillet         | Ange Vierge                                           | Série télévisée | Silver Link                                      | Tokyo MX           |                     |
| 9 juillet         | Hitori no Shita: The Outcast                          | Série télévisée | Pandanium Namu Animation                         | Tokyo MX           |                     |
| 9 juillet         | Time Travel Girl                                      | Série télévisée | -                                                | TV Tokyo           |                     |
| 9 juillet         | Qualidea Code                                         | Série télévisée | A-1 Pictures                                     | BS11               |                     |
| 10 juillet        | Active Raid – Partie 2                                | Série télévisée | Production IMS                                   | BS TV              |                     |
| 11 juillet        | Danganronpa 3: The End of Kibogamine Gakuen           | Série télévisée | Lerche                                           | Tokyo MX           |                     |
| 11 juillet        | Mob Psycho 100                                        | Série télévisée | Bones                                            | Tokyo MX           |                     |
| 14 juillet        | Battery                                               | Série télévisée | Zero-G                                           | Fuji TV            |                     |
| 1er août          | Under the Dog                                         | OAV             | Kinema Citrus                                    | Blu-ray            |                     |
| 26 août           | Your Name.                                            | Film            | CoMix Wave Films                                 | Blu-ray            |                     |
| 28 août           | Seven Deadly Sins: Seisen no Shirushi                 | Série télévisée | A-1 Pictures                                     | MBS                |                     |
| A U T O M N E     |                                                       |                 |                                                  |                    |                     |
| 28 août           | Kochikame                                             | TV Special      | Gallop                                           | Fuji TV            |                     |
| 17 septembre      | A Silent Voice                                        | Film            | Kyoto Animation                                  | Cinéma             |                     |
| 1er octobre       | Bloodivores                                           | Série télévisée | Emon Creators in Pack                            | Tokyo MX           |                     |
| 1er octobre       | Shūmatsu no Izetta                                    | Série télévisée | Ajiado                                           | AT-X               |                     |
| 1er octobre       | WWW.Working!!                                         | Série télévisée | A-1 Pictures                                     | Tokyo MX           |                     |
| 1er octobre       | Mahou Shoujo Ikusei Keikaku                           | Série télévisée | Lerche                                           | AT-X               |                     |
| 1er octobre       | Digimon Universe: Appli Monsters                      | Série télévisée | Toei Animation                                   | TV Tokyo           |                     |
| 1er octobre       | Time Bokan 24                                         | Série télévisée | Tatsunoko Production                             | Nihon TV           |                     |
| 1er octobre       | Tiger Mask W                                          | Série télévisée | Toei Animation                                   | TV Asahi           |                     |
| 1er octobre       | Bubuki Buranki: Hoshi no Kyojin - Saison 2            | Série télévisée | Sanzigen                                         | AT-X               |                     |
| 1er octobre       | Uta no Prince-sama Maji LOVE Legend Star - Saison 4   | Série télévisée | A-1 Pictures                                     | Tokyo MX           |                     |
| 1er octobre       | ViVid Strike                                          | Série télévisée | Seven Arcs Pictures                              | Tokyo MX           |                     |
| 2 octobre         | Mobile Suit Gundam: Iron-Blooded Orphans - Saison 2   | Série télévisée | Sunrise                                          | MBS                |                     |
| 2 octobre         | Magic Kyun Renaissance                                | Série télévisée | Sunrise                                          | Tokyo MX           |                     |
| 2 octobre         | Idol Memories                                         | Série télévisée | Seven Arcs Pictures                              | Tokyo MX           |                     |
| 2 octobre         | Monster Hunter Stories Ride On                        | Série télévisée | David Production                                 | Fuji TV            |                     |
| 2 octobre         | Show By Rock - Saison 2                               | Série télévisée | Bones                                            | Tokyo MX           |                     |
| 2 octobre         | Touken Ranbu: Hanamaru                                | Série télévisée | Doga Kobo                                        | Tokyo MX           |                     |
| 2 octobre         | Okusama ga Seito Kaichou - Saison 2                   | Série télévisée | Seven                                            | AT-X               |                     |
| 3 octobre         | Trickster                                             | Série télévisée | TMS Entertainment Shin-Ei Animation              | Tokyo MX           |                     |
| 3 octobre         | Shakunetsu no Takkyuu Musume                          | Série télévisée | Kinema Citrus                                    | TV Tokyo           |                     |
| 3 octobre         | 12-Sai - Saison 2                                     | Série télévisée | OLM                                              | Tokyo MX AT-X      |                     |
| 3 octobre         | Stella no Mahou                                       | Série télévisée | Silver Link                                      | AT-X               |                     |
| 4 octobre         | Nanbaka                                               | Série télévisée | Satelight                                        | MBS                |                     |
| 4 octobre         | Soul Buster                                           | Série télévisée | Pierrot                                          | Tokyo MX           |                     |
| 4 octobre         | Nobunaga no Shinobi                                   | Série télévisée | TMS Entertainment                                | Tokyo MX           |                     |
| 4 octobre         | Matoi The Sacred Slayer                               | Série télévisée | White Fox                                        | Tokyo MX           |                     |
| 4 octobre         | Natsume Yuujinchou Go                                 | Série télévisée | Shuka                                            | TV Tokyo           |                     |
| 5 octobre         | Yuri!!! on Ice                                        | Série télévisée | Mappa                                            | TV Asahi           |                     |
| 5 octobre         | Sound! Euphonium - Saison 2                           | Série télévisée | Kyoto Animation                                  | Tokyo MX           |                     |
| 5 octobre         | Nazotokine                                            | Série télévisée | Tengu Kobo                                       | Tokyo MX           |                     |
| 5 octobre         | Teekyu                                                | Série télévisée | Mappa                                            | Tokyo MX           |                     |
| 5 octobre         | Kiitarou Shounen no Youkai Enikki                     | Série télévisée | Creators in Pack                                 | Tokyo MX           |                     |
| 5 octobre         | Brave Witches                                         | Série télévisée | Silver Link                                      | Tokyo MX           |                     |
| 5 octobre         | Cheating Craft                                        | Série télévisée | Blade                                            | Tokyo MX           |                     |
| 5 octobre         | To Be Hero                                            | Série télévisée | -                                                | Tokyo MX           |                     |
| 5 octobre         | Ani Tore! EX - Saison 2                               | Série télévisée | Rising Force                                     | Tokyo MX           |                     |
| 6 octobre         | Bungo Stray Dogs - Saison 2                           | Série télévisée | Bones                                            | Tokyo MX           |                     |
| 6 octobre         | All Out!!                                             | Série télévisée | TMS Entertainment Madhouse                       | Tokyo MX           |                     |
| 6 octobre         | Bernard Jou Iwaku                                     | Série télévisée | Creators in Pack                                 | Teletama           |                     |
| 6 octobre         | Girlish Number                                        | Série télévisée | Diomédea                                         | TBS                |                     |
| 6 octobre         | Kiss Him, Not Me                                      | Série télévisée | Brains Base                                      | TBS                |                     |
| 6 octobre         | Flip Flappers                                         | Série télévisée | Studio 3Hz                                       | Tokyo MX           |                     |
| 6 octobre         | Keijo!!!!!!!!                                         | Série télévisée | Xebec                                            | Tokyo MX           |                     |
| 7 octobre         | Drifters                                              | Série télévisée | Hoods Entertainment                              | Tokyo MX           |                     |
| 7 octobre         | Haikyu!! - Saison 3                                   | Série télévisée | Production I.G                                   | MBS                |                     |
| 7 octobre         | Ajin - Saison 2                                       | Série télévisée | Polygon Pictures                                 | MBS                |                     |
| 7 octobre         | Lostorage incited WIXOSS                              | Série télévisée | J. C. Staff                                      | Tokyo MX           |                     |
| 8 octobre         | Occultic;Nine                                         | Série télévisée | A-1 Pictures                                     | Tokyo MX           |                     |
| 8 octobre         | Classicaloid                                          | Série télévisée | Sunrise                                          | NHK                |                     |
| 8 octobre         | Long Riders!                                          | Série télévisée | Actas                                            | AT-X               |                     |
| 8 octobre         | Udon no Kuni no Kiniro Kemari                         | Série télévisée | Liden Films                                      | Nihon TV           |                     |
| 8 octobre         | March Comes in like a Lion                            | Série télévisée | Shaft                                            | NHK                |                     |
| 9 octobre         | Hagane Orchestra                                      | Série télévisée | Fanworks                                         | Tokyo MX           |                     |
| 13 octobre        | The Great Passage                                     | Série télévisée | Zexcs                                            | Fuji TV            |                     |
| 22 octobre        | Luger Code 1951                                       | OAV             | Studio Deen                                      | Shonen Jump+       |                     |
| 26 octobre        | Kubikiri Cycle: Aoiro Savant to Zaregototsukai        | OAV             | Shaft                                            | Blu-ray            |                     |
| 17 novembre       | Pokémon Sun & Moon                                    | Série télévisée | OLM                                              | TV Tokyo           |                     |
| 19 novembre       | Mobile Suit Gundam: The Origin IV - Unmei no Zenya    | OAV             | Sunrise                                          | Blu-ray            |                     |
| 23 novembre       | Strike the Blood                                      | OAV             | Silver Link                                      | Blu-ray            |                     |
| 30 novembre       | Tenchi Muyo! Ryo-Ohki                                 | OAV             | AIC                                              | Blu-ray            |                     |
| 7 décembre        | Bikini Warriors                                       | OAV             | feel. The People's Republic of Animation         | Blu-ray            |                     |
| 7 décembre        | DanMachi                                              | OAV             | J. C. Staff                                      | Blu-ray            |                     |